# Mètode de les caixes xineses
El mètode de les caixes xineses fa referència a la tècnica tradicional d'embalar diversos objectes un dins de l'altre. Les caixes xineses, les nines russes (matrioixques) o els envasos i cadires dels 90 segueixen aquesta tècnica.
Per extensió, el terme mise en abîme s'usa per descriure una estructura encadenada o recursiva i s'aplica a organitzacions piramidals (com empreses de franquícies o sectes) i obres de narrativa en què les diverses subtrames estan encastades dins una trama més àmplia (estructura de mise en abîme), com per exemple a Les mil i una nits o a El manuscrit trobat a Saragossa.

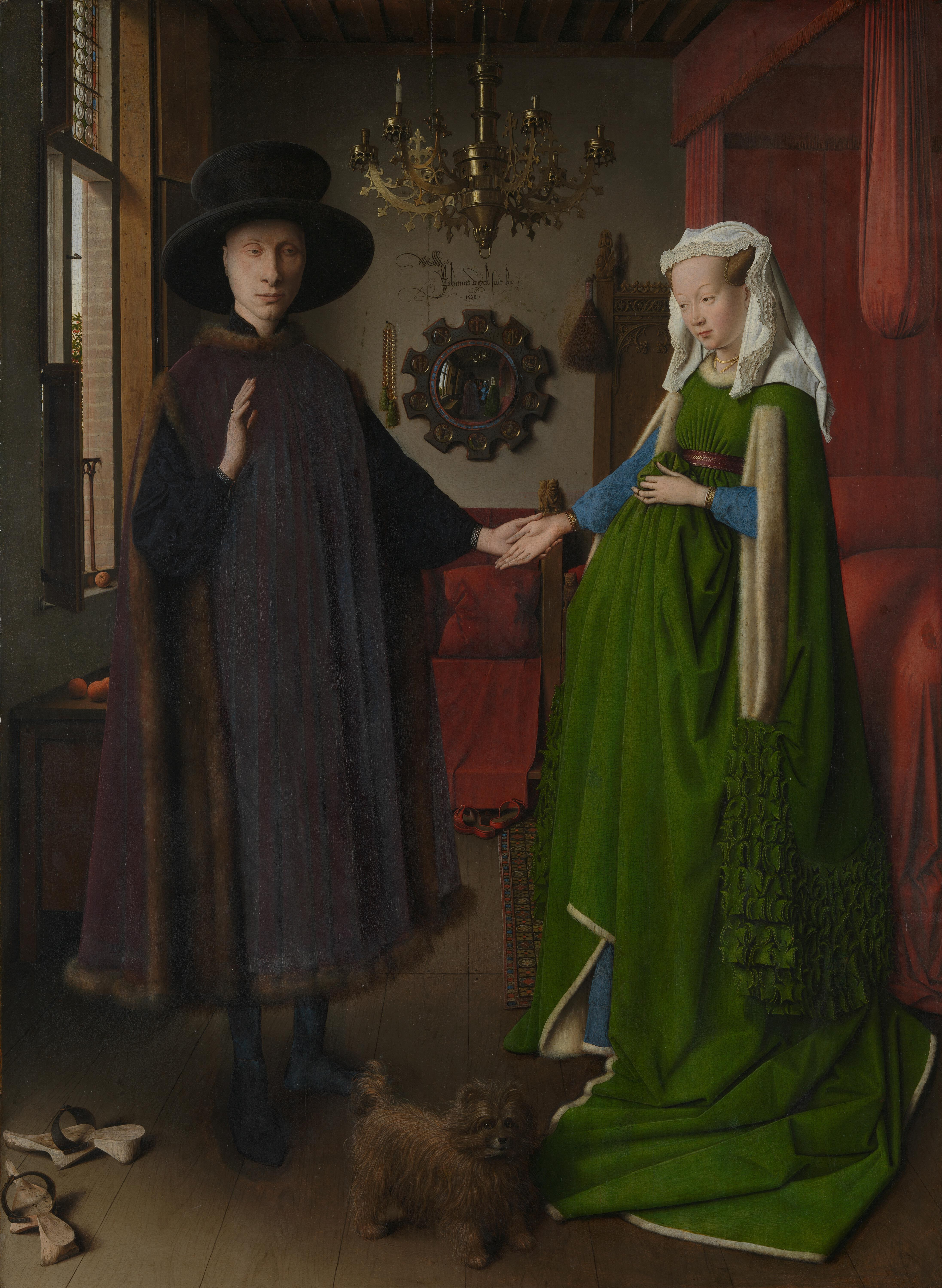
En el Retrat de Giovanni Arnolfini i la seva esposa (1434) de Jan van Eyck trobem un exemple de mise en abîme. El motiu de l'obra apareix novament en el mirall de la part central, ampliada en la figura de baix.

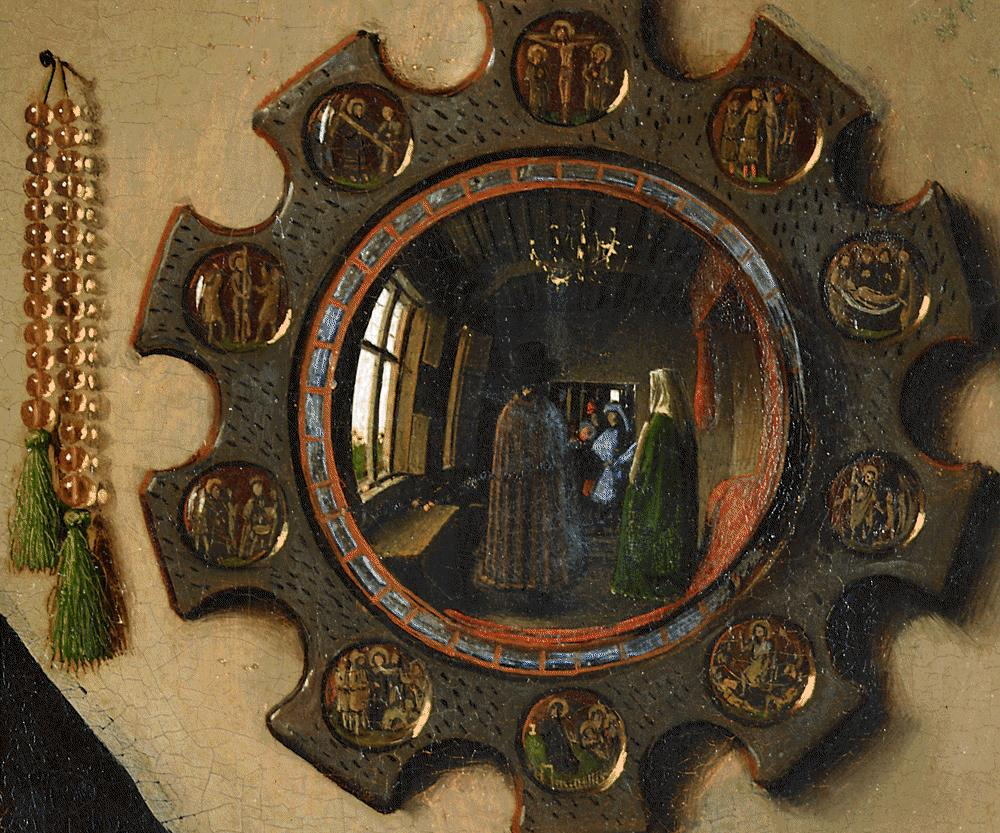
Detall

Escut dels pobles francesos de Gouzeaucourt i Wavrin, amb escut "mise en abîme".

En literatura, l'expressió francesa «mise en abîme», que traduïda literalment vol dir «posada en abisme», tot i que es podrien utilitzar les formes «construcció en abisme», «construcció» o «estructura» abismal i «abismació», es refereix al procediment narratiu que consisteix a imbricar dins d'una narració una altra de similar o de la mateixa temàtica, de manera anàloga a les matrioixques o nines russes, una forma fractal de metaliteratura. En molts idiomes, com l'alemany, anglès i italià, se sol utilitzar directament la locució francesa, sense traduir-la. També es va generalitzar l'ús de l'expressió per referir-se a l'ocupació d'estructures anàlogues en camps tan diversos com l'art cinematogràfic, el teatre («teatre en el teatre»), la fotografia, les arts gràfiques en general i les matemàtiques (la autosimilaritat i els fractals). No s'ha de confondre amb la narració emmarcada, l'exemple de la qual més representatiu és Les mil i una nits, una sèrie de relats que al seu torn formen part d'un relat que els conté.
«Abîme» significa «abisme» en francès, en el sentit de gran profunditat, imponent i perillosa, com la dels mars, o la d'un avenc.

## Origen i etimologia de l'expressió
L'expressió va ser introduïda el 1893 per André Gide en el seu Journal (Diari, 1889-1939), però la tècnica era ja utilitzada des de l'antiguitat. En paraules de l'autor, consisteix a recrear en l'àmbit dels personatges el tema general de l'obra, com en heràldica en un escut es troba dibuixat el mateix escut.
| « | M'agrada que en una obra d'art es trobi així transposat, a l'escala dels personatges, el mateix tema de l'obra en comparació amb el procedent del blasó que consisteixi, en el primer, a posar el segon en abisme | » |

En francès, una de les accepcions d' «abîme» és el punt o una zona central d'un escut, en el qual existeix una figura col·locada de tal manera que els altres elements no hi estan en contacte, donant així la impressió de relleu. L'element col·locat «en abisme» es troba així posat en «el fons» (Le Trésor de la Langue Française informatisé).
En català, la veu «abisme» significa el cor de l'escut, segons indica Optimot.
La paraula francesa «abîme», deriva, igual que la paraula catalana «abisme», del llatí clàssic «abyssus», que en llatí medieval va evolucionar a «abysmus», «abismus», fins a arribar a les formes actuals en francès i en català. La veu llatina prové, al seu torn, del grec ἄβυσσος (ábyssos) «sense fons», composta de «a» (partícula privativa) i de «byssos» («fons del mar»).